# Anarhija, država i utopija
Anarhija, država i utopija (engl. Anarchy, State, and Utopia), kapitalno djelo američkog političkog filozofa i harvardskog profesora Roberta Nozicka (1938. – 2002.), objavljeno 1974. u SAD-u. Jedno od ključnih djela libertarijanske filozofske doktrine.
Nozick se u njemu zalaže za minimalnu državu, koja se treba ograničiti samo na zaštitu građana od nasilja, krađe i kršenja ugovora. Dokazuje kako svaka država sa širim ovlastima od navedenih krši prava pojedinaca. Međutim, odbacuje anarhističke teze o tome da postojanje države u bilo kojem obliku nije opravdano.
Socijalna država i raspodjela materijalnih dobara krše temeljna, neotuđiva prava pojedinaca. Održanje bilo kakvog sistema redistribucije zahtijevalo bi sustavno uplitanje države i njenih službenika u tuđe živote i onemogućavalo slobodno odlučivanje odraslih ljudi.
Nozickova koncepcija nenarušivih prava pojedinaca (engl. entitlement theory) je radikalno individualistička, a u ekonomskoj praksi se može ostvariti samo u slobodnom, laissez-faire kapitalizmu. Suprotstavlja se utjecajnoj liberalnoj teoriji pravednosti Johna Rawlsa, koja ima snažne egalitarističke momente.
Smatra se jednim od temeljnih tekstova libertarijanske političke doktrine, i velikim izazovom za mislioce koji zastupaju socijalnu državu i egalitarizam. Uz Rawlsovu "Teoriju pravednosti" (1971.), okosnica je i okvir rasprava u političkoj filozofiji kraja 20. i 21. stoljeća.